# Mura romane di Milano
(Ausonio, Ordo urbium nobilium, VII.)
Le mura romane di Milano sono state una cinta muraria provvista di torri che ebbe differenti fasi di costruzione durante l'epoca romana. Una prima fase avvenne in epoca repubblicana (attorno al 49 a.C.) ed una seconda dopo il 291, in epoca imperiale, al tempo dell'Augusto Massimiano, quando Mediolanum divenne capitale dell'Impero romano d'Occidente.
L'antica Mediolanum era difesa, oltre che da mura e torri, anche da quattro fortificazioni, il Castrum Vetus, il Castrum Portae Novae, l'Arx Romana e il Castrum Portae Jovis. Le mura romane di Milano vennero distrutte durante l'assedio di Milano del 1162, che fu opera di Federico Barbarossa, venendo poi sostituite dalle mura medievali di Milano.

## Storia

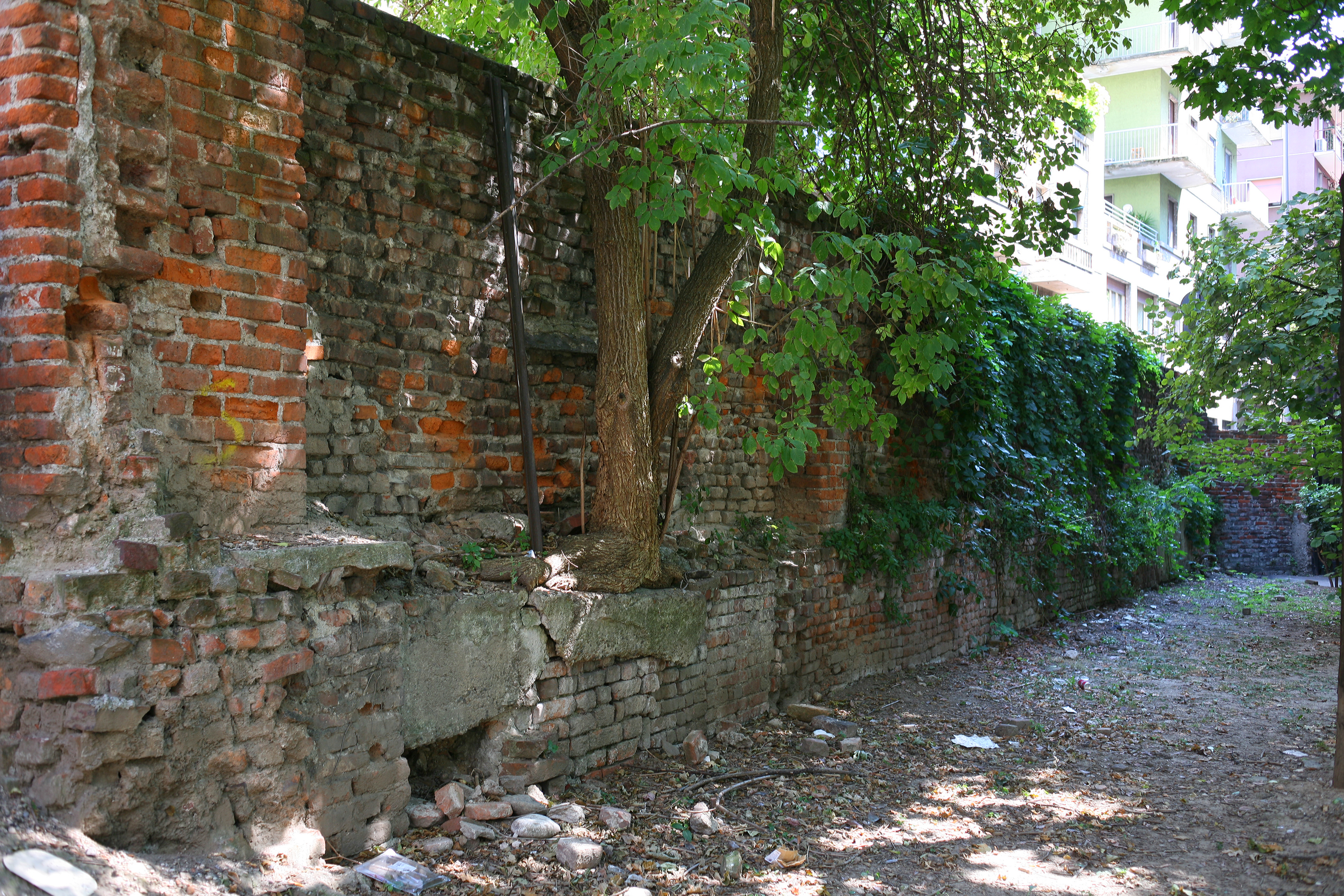
Giardinetti con resti delle mura romane di Milano nei pressi del Carrobbio

Mediolanum cominciò a dotarsi, forse a partire dal 49 a.C., dopo l'assunzione al rango di municipium, di primi edifici pubblici in muratura come la stessa cerchia muraria ed il Teatro romano di Milano (il più antico edificio scoperto dagli archeologi), in un'epoca in cui la città contava all'incirca 25.000 abitanti. Le mura sembra che siano state costruite in età cesariana a delimitazione di un agglomerato non di grandi dimensioni, che alcuni studiosi ipotizzano fosse di 1,23 km².
Con l'instaurazione del governo tetrarchico voluto da Diocleziano, a partire dal 291 circa, l'Augusto per l'Impero romano d'Occidente Massimiano dopo il 291 ampliò notevolmente la cerchia di mura difensive (sempre che non sia stata già potenziata al tempo dell'imperatore Gallieno nel 260 o dell'usurpatore Aureolo nel 267/268), sia ad ovest che a est (delimitata dalle attuali vie dell'Orso, Monte di Pietà, Montenapoleone, Durini e Verziere). Tra le azioni di guerra che subirono, degni di nota furono l'assedio di Milano del 268, l'assedio del 402, l'assedio del 452 e l'assedio del 538-539.
Prima della sua definitiva distruzione operata da Federico Barbarossa dopo l'assedio del 1162, la cinta muraria fu più volte rinforzata ed ampliata. Si ricordano infatti le riparazioni volute da Narsete tra il 556 ed il 568 o quelle dell'arcivescovo di Milano, Ansperto dell'868/881.

## Forma urbis di Mediolanum

L'antica Milano romana (Mediolanum) sovrapposta alla Milano moderna. Il rettangolo più chiaro al centro, leggermente sulla destra, rappresenta la moderna piazza del Duomo, mentre il moderno Castello Sforzesco si trova in alto a sinistra, appena fuori dal tracciato delle mura romane di Milano. Al centro, indicato in rosso salmone, il foro romano di Milano, mentre in verde il palazzo imperiale romano di Milano

## Descrizione
Il percorso delle mura di epoca repubblicana era di forma quadrangolare (circa 700 m per lato) orientata da nord-est a sud-ovest con un lato smussato nella parte occidentale. Alle estremità del cardo e del decumano si aprivano le seguenti porte, fatte probabilmente erigere, insieme alle mura, da Ottaviano dopo l'assunzione di Mediolanum al rango di municipium nell'anno 49 a.C.:
- Porta Comasina (lat. Porta Comacina, Porta Cumana o Porta Cumensis), situata dove ora è presente la moderna via dell'Orso. Da Porta Comasina dipartivano la via Regina, ovvero l'arteria stradale che collegava Cremona (Cremona) a Comum (Como: da cui il nome della porta), e la via Mediolanum-Bellasium, che metteva in comunicazione Mediolanum con Bellagio.
- Porta Giovia (lat. Porta Jovia), situata dove ora sono presenti i moderni Teatro Dal Verme e la demolita chiesa di San Giovanni sul Muro. Doveva la sua denominazione a Giovio, ovvero all'epiteto dell'imperatore Diocleziano. Da Porta Giovia iniziavano la via Severiana Augusta, strada romana consolare che congiungeva Mediolanum con il Lago Maggiore e da qui al passo del Sempione, e la Via Mediolanum-Bilitio, che metteva in comunicazione Mediolanum con Luganum (Lugano) passando da Baretium (Varese).
- Porta Orientale (lat. Porta Orientalis), situata dove ora è presente la moderna via Manzoni. Da Porta Orientale dipartiva verso oriente (da cui il nome della porta) l'arteria stradale che, attraverso Bergomum (Bergamo) e Brixia (Brescia), portava a Verona (Verona), la via Gallica. Corrispondeva alla Porta Decumana dell'originario accampamento militare romano, il cosiddetto castrum, che diede poi origine al centro abitato dell'antica Mediolanum romana. Da Porta Orientalis dipartiva anche la via Mediolanum-Brixia, che collegava Mediolanum con Brixia (Brescia) passando anche da Cassianum (Cassano d'Adda).
- Porta Romana (lat. Porta Romana), situata dove ora è presente il moderno corso Italia. Da Porta Romana iniziava la via Mediolanum-Placentia, che metteva in comunicazione Mediolanum (Milano) con Placentia (Piacenza) e quindi poi con Roma (da cui il nome della porta) passando da Laus Pompeia (Lodi Vecchio).
- Porta Ticinese (lat. Porta Ticinensis), situata dove ora è presente il moderno Carrobbio. Da Porta Ticinese aveva origine l'arteria stradale che collegava Mediolanum a Ticinum (Pavia). Corrispondeva alla Porta Praetoria dell'originario accampamento militare romano, il cosiddetto castrum, che diede poi origine al centro abitato dell'antica Mediolanum romana.
- Porta Tosa (lat. Porta Tonsa), situata lungo la moderna via Rastrelli, poco prima del suo incrocio con via Larga. Sorgeva nei pressi del porto fluviale romano di Milano, da cui il nome della porta (tonsa in latino significa "remo"). Da Porta Tosa usciva la via Regina, strada romana che raggiungeva il porto fluviale di Cremona.
- Porta Vercellina (lat. Porta Vercellina), situata dove ora è presente la chiesa di Santa Maria alla Porta, la cui denominazione è legata alla presenza di questa porta. Da Porta Vercellina dipartivano la via delle Gallie, che conduceva verso Augusta Prætoria (Aosta) passando da Novaria (Novara) e che portava poi in Gallia Transalpina, e la via Gallica, arteria stradale che collegava  Mediolanum a Augusta Taurinorum (Torino) passando da Vercellae (Vercelli, da cui il nome della porta).

Nel 291, in epoca imperiale, quando Mediolanum divenne capitale dell'Impero romano d'Occidente, la cinta muraria venne ampliata dall'imperatore Massimiano, che fece realizzare altre tre porte:
- Porta Argentea (lat. Porta Argentea), situata dove ora è presente la moderna via San Paolo. Prendeva il nome dall'argento che, ai tempi degli antichi Romani, si estraeva in miniere situate in varie parti dell'impero, dall'Iberia all'Asia Minore, alla Britannia a Cipro, ecc. L'elettro, che è una lega d'oro e d'argento, metalli che quando sono miscelati sono separabili con fatica, può essere invece ottenuta sia artificialmente che in natura da miniere che sono concentrate soprattutto in Asia Minore, ovvero a est dell'Italia. Per tale motivo, alla porta cittadina più orientale della Milano romana, fu dato il nome di "Porta Argentea", mentre al varco murario situato perpendicolarmente, forse con un richiamo all'impossibilità di separare i due metalli in epoca romana (il processo chimico per separarli fu ideato infatti nel 1887), fu data la denominazione di "Porta Aurea" (lat. aurum = it. "oro").
- Porta Aurea (lat. Porta Aurea o Porta Nova), situata dove ora è presente la moderna via Manzoni. Prende i suoi due nomi, rispettivamente, perché fatta erigere lungo il "nuovo" perimetro di mura e per il fatto che si trovasse, come già accennato, perpendicolarmente alla Porta Argentea. Inoltre, da Porta Aurea, usciva la via Spluga, strada che era anche chiamata anche via Aurea perché conduceva al passo dello Spluga, il cui nome latino è Cunus Aureus (it."punto d'oro") , dove in epoca romana si estraeva l'oro. Come per Porta Orientale, di cui rappresentava uno "spostamento" verso est, anche da Porta Aurea dipartivano verso oriente la via Gallica, che collegava Gradum (Grado) con Augusta Taurinorum (Torino), la via Spluga, il cui percorso si sviluppava tra Mediolanum e il passo dello Spluga e la via Mediolanum-Brixia.
- Porta Erculea (lat. Porta Herculea), situata dove ora è presente la moderna via Durini. Deriva il nome da Erculeo, epiteto dell'imperatore Massimiano.

Fin dal primo insediamento romano, i numerosi corsi di fiumi che gravitavano attorno all'abitato dell'antica Mediolanum (come l'Olona, il Seveso, l'Acqualunga, il Nirone ed il Lambro) furono deviati e portati intorno alle mura ed all'interno della città per il necessario approvvigionamento idrico e per smaltire i reflui fognari.
Le dimensioni del fossatum attorno alla città, esistente fin dal I secolo a.C. e documentato, ad esempio, in via Croce Rossa, era largo 3 metri e profondo 1,5 metri.
Le acque del fossato formato da Grande Sevese e Piccolo Sevese confluivano poi a sud nel canale Vetra, che a sua volta scaricava le sue acque nella Vettabbia, entrambi larghi fino a 4 metri, e quindi navigabili, come riscontrato nei pressi di San Vincenzo in Prato.
Massimiano (III secolo), espanse la cinta muraria inglobando un vasto territorio a est comprendendo anche le Terme Erculee (tra le attuali piazza San Babila, corso Europa e piazza Fontana), nella parte occidentale della città. Le mura vennero ampliate per racchiudere anche la zona del circo romano di Milano.
L'estensione dell'area murata superava i 100 ettari ed il perimetro delle mura si aggirava sui 4,5 km, seguendo le seguenti ed attuali vie: San Giovanni sul Muro, Cusani, dell'Orso, Monte di Pietà, Montenapoleone, Durini, Verziere, delle Ore, Pecorari, Paolo da Cannobio, Disciplini, San Vito, largo Carrobbio, Medici, Nirone e corso Magenta.
Le fondazioni delle mura erano mediamente spesse sui 3,5-4 metri, costruite in conglomerato di ciottoli e frammenti di laterizi legati da malta molto dura.
Secondo Landolfo Seniore, nel 1037 le mura romane di Milano contavano circa cento torri, tanto vicine che una guardia di stazione su una poteva parlare con un'altra posta sulla successiva; le nove porte, chiuse da serrature e cataratte (pesanti saracinesche in ferro) erano difese da antiporte, torri triangolari poste davanti ad esse.

## Mappa delle mura e delle porte romane di Milano

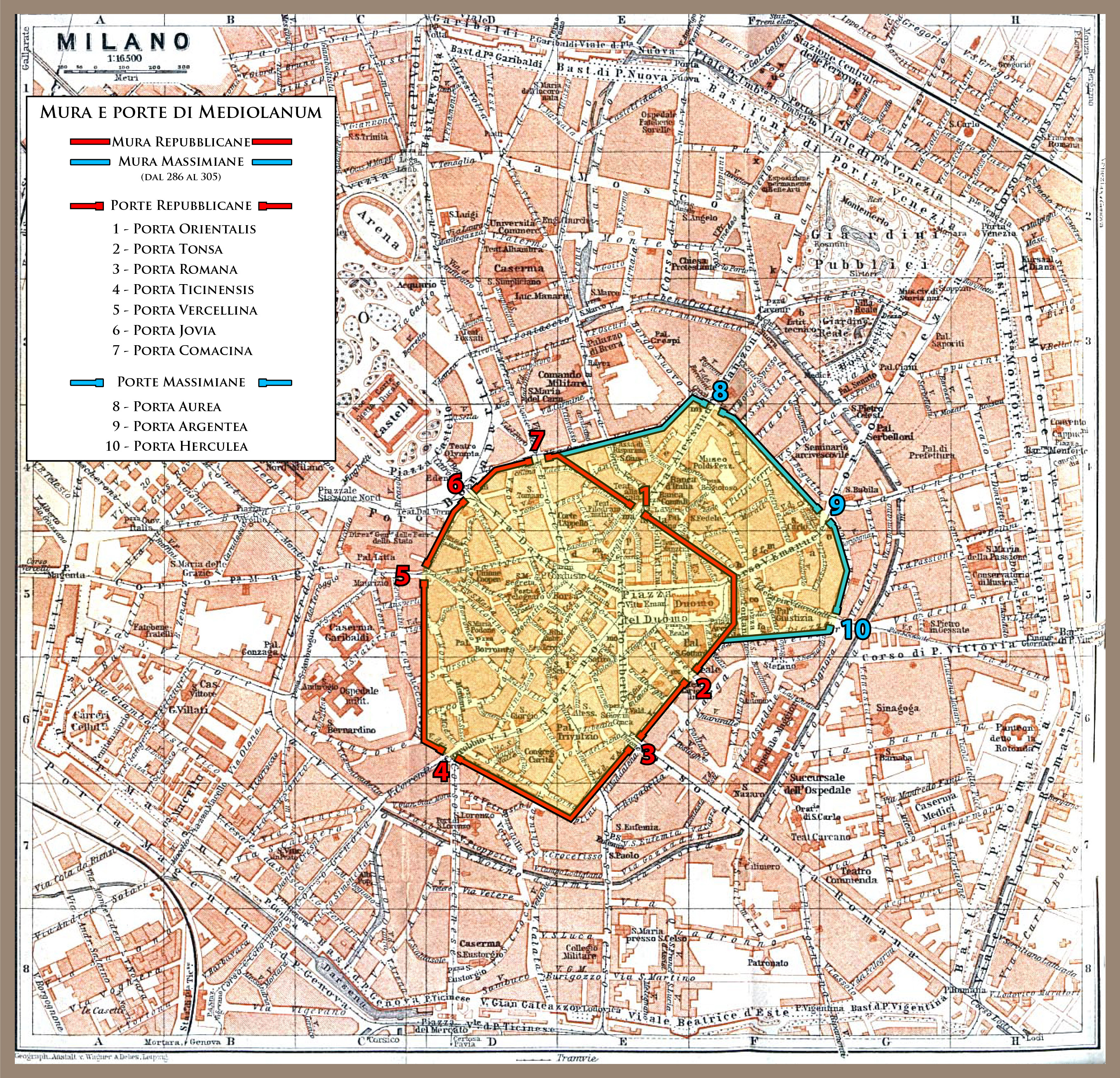
Le mura e le porte romane di Milano: in rosso il tracciato delle mura repubblicane, in blu quello delle mura massimiane su una mappa moderna della città. Le porte indicate sulla mappa sono 1) Porta Orientale 2) Porta Tosa 3) Porta Romana 4) Porta Ticinese 5) Porta Vercellina 6) Porta Giovia 7) Porta Comasina 8) Porta Aurea 9) Porta Argentea 10) Porta Erculea

## I quattro castelli difensivi

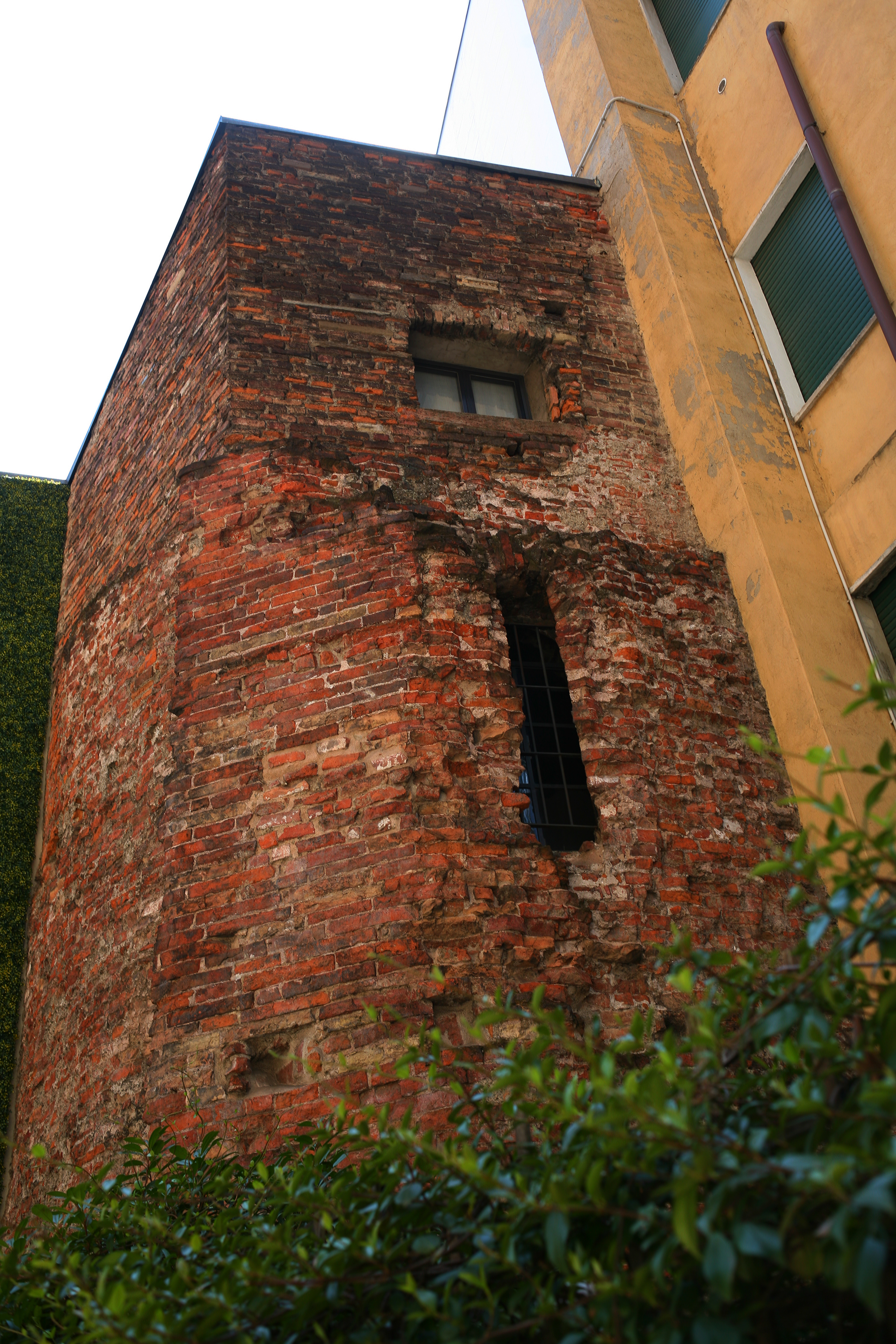
I resti di Porta Ticinese romana, che si trovano all'angolo di via Torino con via del Torchio, nei pressi del Carrobbio, e che sono conosciuti come Torre dei Malsani o Torraccia

L'antica Mediolanum era difesa, oltre che da mura e torri, anche da quattro fortificazioni, tutte esterne alle mura, la più antica delle quali era conosciuta come Castrum Vetus, che si trovava nei pressi di Porta Ticinese romana. Gli altri castelli erano il Castrum Portae Novae, che si trovava nei pressi di Porta Nuova romana lungo il prolungamento del cardo fuori dalle mura cittadine (dall'altro lato del cardo, sempre fuori dalla cinta muraria, era presente il già citato Castrum Vetus), mentre lungo i prolungamenti esterni del decumano erano situati l'Arx Romana, appena fuori da Porta Romana, e il Castrum Portae Jovis, che sorgeva nei pressi di Porta Giovia romana. L'Arx Romana, in particolare, era situata sulla sommità di una piccola collina (arx, in latino, significa "rocca, "fortezza", ma anche "altura", "sommità", "luogo elevato").
Il Castrum Portae Jovis iniziò a rivestire, a partire dal 286, quando Mediolanum diventò capitale dell'Impero romano d'Occidente, anche la funzione di Castra Praetoria, ovvero di caserma dei pretoriani, reparto militare che svolgeva compiti di guardia del corpo dell'imperatore. Tale zona era quindi il "Campo Marzio" di Mediolanum, ovvero l'area consacrata a Marte, dio della guerra, che era utilizzata per le esercitazioni militari.
Le mura romane di Milano sono state distrutte durante l'assedio del 1162, che fu opera di Federico Barbarossa, venendo poi sostituite dalle mura medievali di Milano.

## I fossati difensivi

Lavori di copertura del Grande Sevese in via Larga a Milano

Dato che l'antica Mediolanum era cresciuta e serviva nuova acqua per i più svariati usi (per gli artigiani nonché per gli usi pubblici, domestici e difensivi) gli antichi Romani deviarono parte delle acque del fiume Seveso, che scorreva lungo il perimetro orientale dell'abitato, verso il torrente Nirone, che transitava poco più a ovest.
Furono scavati due canali artificiali che avevano origine da due punti precisi dell'alveo naturale del Seveso, uno all'altezza dell'incrocio tra le moderne vie Borgonuovo e monte di Pietà, e l'altro più a sud all'altezza della futura Porta Romana medievale: entrambi vennero scavati verso ovest per intercettare il corso del Nirone. Anche il corso del Nirone venne modificato, con lo spostamento del suo alveo ancora più a ovest grazie alla costruzione di un canale artificiale che era la naturale prosecuzione verso occidente del canale che intercettava il Nirone all'altezza delle moderne vie Borgonuovo e monte di Pietà: questo canale diventò il nuovo alveo del Nirone.
Con la costruzione di questi canali, si creò un anello d'acqua che circondava il centro abitato di Milano. Al tratto occidentale di questo anello d'acqua (ovvero il nuovo alveo artificiale del Nirone) fu dato il nome di Piccolo Sevese (l'antico toponimo però non scomparve completamente, visto che il Piccolo Sevese è conosciuto ancora oggi anche con il nome di "Nirone"), mentre alla restante parte dell'anello d'acqua, quella che circondava Milano a nord, a est e a sud (ovvero il corso d'acqua costituito dal letto naturale del Seveso e dai due canali artificiali realizzati per intercettare le acque del Nirone) fu dato il nome di Grande Sevese.
Il Grande Sevese e il Piccolo Sevese si allargavano costeggiando il perimetro esterno di Milano per poi convergere e sfociare entrambi nel già citato canale Vetra (da cui il nome della moderna piazza), che raccoglieva le acque di scolo della città e che fungeva da scaricatore dell'anello d'acqua costituito dal Grande Sevese e dal Piccolo Sevese. 

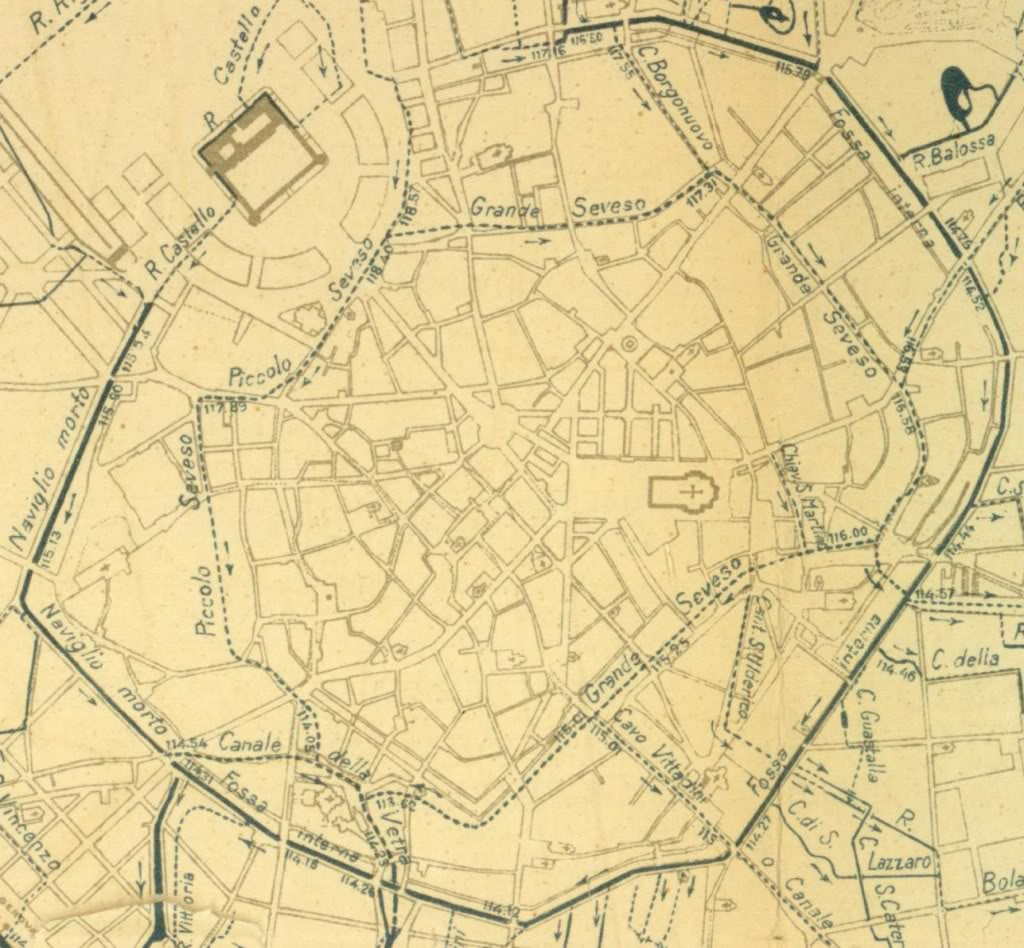
Mappa di Milano del XIX secolo che raffigura l'idrografia di Milano con segnati in nero i corsi d'acqua, sia naturali che artificiali, che attraversavano la città. Si possono notare anche i tracciati dei canali Vetra, Grande Sevese, Piccolo Sevese e Vettabbia. La Fossa interna corrisponde invece alla Cerchia dei Navigli, ovvero al fossato delle mura medievali di Milano, situate più esternamente a dove si trovavano quelle romane. Forse la Cerchia dei Navigli aveva origini romane: il fossato medievale potrebbe corrispondere al refossum, ovvero al secondo fossato romano, lambente i quattro castelli a difesa della città e situato più esternamente del primo, che invece era quello che costeggiava le mura

L'anello d'acqua formato dal Grande Sevese e dal Piccolo Sevese diventò poi il fossato che costeggiava le mura romane di Milano, le quali vennero costruite in posizione poco più interna rispetto a questo sistema idraulico circolare. In particolare il Grande Sevese costituiva il lato settentrionale, meridionale e orientale del fossato, mentre il Piccolo Sevese ne formava il suo ramo occidentale. Il Grande Sevese e il Piccolo Sevese esistono ancora e sono i canali più antichi di Milano, dato che risalgono all'età romana repubblicana.
Anche l'Olona fu deviato verso Milano, sempre in epoca romana, per lo stesso motivo: il fabbisogno d'acqua della popolazione della città, diventata molto numerosa con il passare dei secoli. Il modesto regime idrico di Seveso e Merlata non era infatti più sufficiente a soddisfare le necessità di Milano. L'Olona, che garantiva una quantità d'acqua di gran lunga superiore a quella di Seveso e Merlata, venne deviato a Lucernate, frazione di Rho, verso Milano, tra la fine dell'era repubblicana e i primi decenni dell'età imperiale. Come destinazione finale del nuovo percorso dell'Olona fu scelto il fossato delle mura romane di Milano. In particolare l'Olona riversava le sue acque alla confluenza tra il Piccolo Sevese e il canale Vetra.
Le quattro fortificazioni citate in precedenza, il Castrum Vetus, il Castrum Portae Novae, l'Arx Romana e il Castrum Portae Jovis, erano, come già accennato, esterne alle mura ed erano lambite da un secondo fossato allagabile, il refossum, che correva più esterno al primo, il quale, invece, costeggiava le mura. Il refossum diede poi forse origine al fossato delle mura medievali di Milano, costruite in seguito: questo fossato, tra il XIV e il XV secolo, fu reso navigabile trasformandosi nella Cerchia dei Navigli.

## Cosa rimane
Qui sotto andiamo invece ad elencare tutti i tratti delle antiche mura romane ancora visibili:
- Nel cortile del Civico museo archeologico di Milano si trova una torre poligonale (24 lati) e parte del tratto occidentale delle mura massimiane.[3]
- Nel lato settentrionale di via Carrobbio, parzialmente inglobata negli edifici, c'è una porzione di una delle due torri di Porta Ticinese, chiamata "Torraccia" o "Torre dei Malsani", risalente alle prime mura del I secolo. La torre è alta 6 metri, ha una base ottagona ed è visibile nel cortile di uno dei palazzi dell'area.[3]
- Nei seminterrati di alcuni edifici in via San Vito corre un lungo tratto di mura repubblicane di cui è ben visibile la tecnica di costruzione (mattone su base in pietra). Su uno dei tratti di questa cinta muraria, lungo la moderna via San Vito al numero civico 18, è stato trovato un graffito in lingua leponzia, ovvero in una lingua celtica estinta parlata nelle regioni della Gallia Cisalpina dal popolo dei Leponzi, che erano originariamente stanziati nelle Alpi centro-occidentali[13], a testimoniare che la cultura celtica fosse ancora sentita dalla popolazione[14]. Su questa iscrizione si può anche leggere il nome di Mediolanum nel celtico leponzio dell'epoca: Mesiolano[14]. La lingua celtica continuò quindi a essere parlata a Mediolanum per almeno due secoli dopo la conquista romana[15].
- Nel giardino di un edificio tra via Medici 3 e via Torchio 4, si trova una torre. Un piccolo tratto di mura massimiane è situato in via Medici 11.
- Tratti di mura massimiane si trovano negli scantinati di alcuni edifici in via Montenapoleone.
- Nel piano interrato del Grand Hotel et de Milan è stato rinvenuto e restaurato un tratto di fondazione della cerchia muraria di età massiminianea (1991).

## Mappa dettagliata di Mediolanum

Mappa dell'antica Milano romana (Mediolanum) (secoli III-V) con indicate le mura e le porte romane di Milano, il foro romano di Milano, il teatro romano di Milano, l'anfiteatro romano di Milano, il circo romano di Milano, l'area del palazzo imperiale romano di Milano (in rosa più tenue), la zecca romana di Milano, le terme Erculee, il mausoleo imperiale di Milano, la via Porticata con l'arco trionfale, i magazzini annonari romani di Milano (lat. horrea), il porto fluviale romano di Milano, i castelli romani di Milano e le basiliche paleocristiane di Milano